# 杰克逊县 (西弗吉尼亚州)
傑克遜縣（英語：Jackson County）是位於美国西維吉尼亞州西北部的一個郡，西北鄰俄亥俄州，面積548平方公里。根据2020年美國人口普查，共有人口27,791人。縣治雷普利（Ripley）。該縣成立於1831年3月1日，縣名是紀念第七任美国总统安德鲁·杰克逊。